# Octobre 1912

## Événements
- Guerre du Contestado au Brésil (fin en août 1916).

- 2 octobre :  
  - première exposition de Kandinsky à Berlin.
  - Coupe Vanderbilt.

- 5 octobre : Grand Prix automobile des États-Unis.

- 10 octobre : exposition de la Section d'or cubiste (Albert Gleizes, Francis Picabia, Jean Metzinger, Fernand Léger) à Paris.

- 17 octobre : Première Guerre balkanique, défaite de la Turquie contre les alliés balkaniques. Vienne doit abandonner son projet de porter secours à la Bulgarie pour créer un contrepoids aux Russes et aux Serbes face à l’opposition de l’Italie et de l’Allemagne.

- 18 octobre : traité d'Ouchy mettant fin à la guerre italo-turque ; l'Italie obtient la Cyrénaïque, la Tripolitaine et le Dodécanèse.

- 26 octobre : salon de l’aéronautique à Paris.

## Naissances
- 2 octobre :
  - David Feuerwerker, rabbin et historien français († 20 juin 1980).
  - Frank Malina, ingénieur aéronautique américain († 9 novembre 1981).
- 5 octobre : 
  - Bora Laskin, juge à la cour suprême († 26 mars 1984).
  - Oscar Thiffault, chanteur folkloriste et country († 6 février 1998).
  - Gérard Delage, gastronome († 24 mai 1991).
- 6 octobre : Adolf Braeckeveldt, coureur cycliste belge († 4 août 1985).
- 15 octobre : 
  - Jadwiga Jędrzejowska, joueuse de tennis polonaise († 28 février 1980).
  - Constance Babington Smith, journaliste et écrivaine britannique († 31 juillet 2000).
- 17 octobre : Albino Luciani, futur pape Jean-Paul Ier († 28 septembre 1978).
- 18 octobre : Aurelio Sabattani, cardinal italien de la curie romaine († 19 avril 2003).
- 22 octobre : Harry Callahan, photographe américain († 15 mars 1999).
- 25 octobre : Luigi Raimondi, cardinal italien, préfet de la Congrégation pour les causes des saints  († 24 juin 1975).
- 26 octobre : Mitri Naaman, écrivain, poète, éditeur libanais.

## Décès
- 6 octobre : Auguste Beernaert, homme politique belge (° 26 juillet 1829).
- 7 octobre : El Jerezano (Manuel Lara Reyes), matador espagnol (° 8 décembre 1867).
- 10 octobre : Florian Cynk, peintre polonais (° 3 mai 1838).